# Cretinetti ispettore per l'igiene
Cretinetti ispettore per l'igiene è un cortometraggio del 1911.